# Commissie-Santer

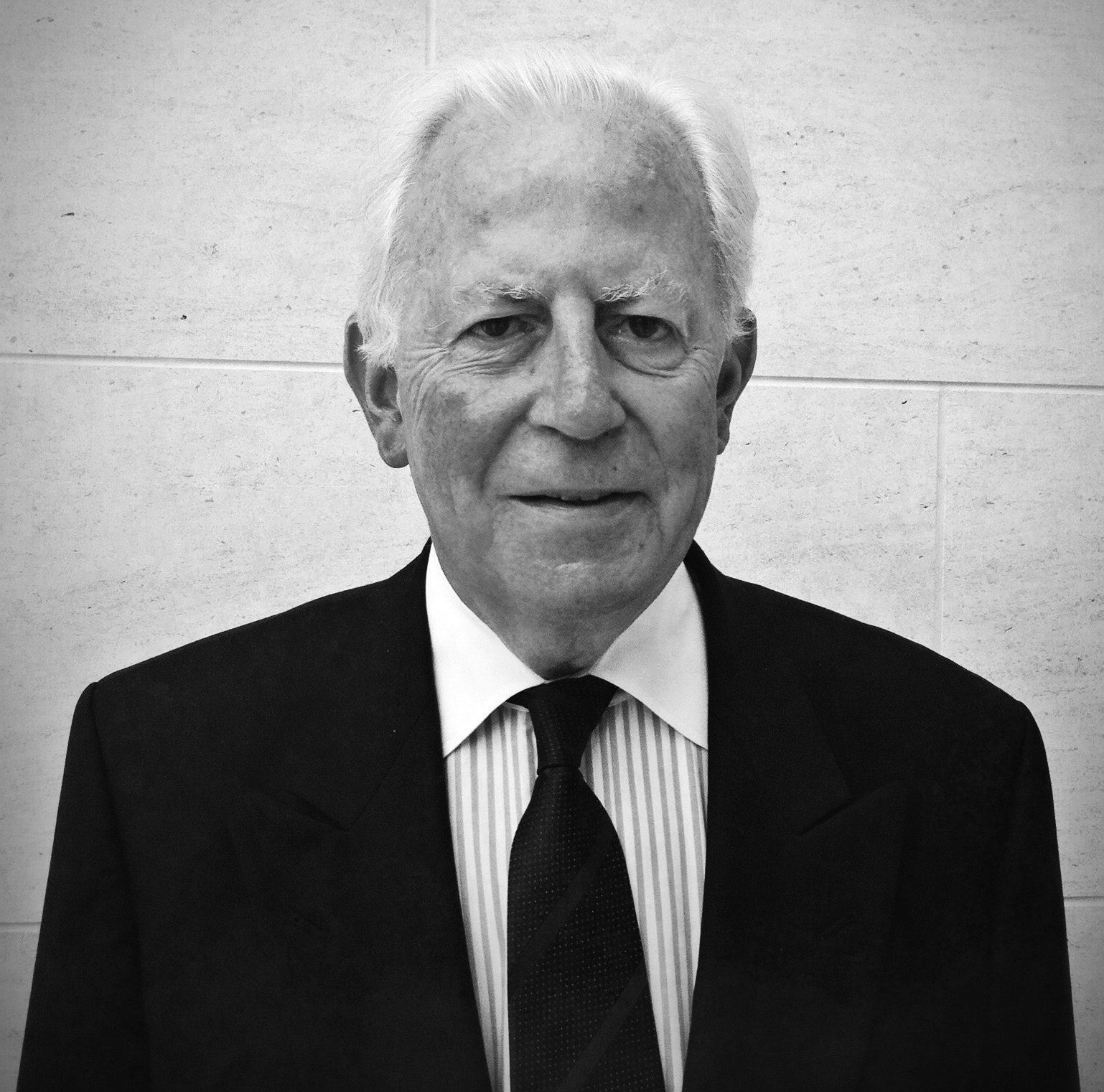
Jacques Santer

De commissie-Santer is de Europese Commissie die haar werkzaamheden aanving in 1995 met een mandaat voor 5 jaar. De commissie telde 20 leden; een voorzitter, de Luxemburger Jacques Santer, en 19 overige leden.
Gedurende de termijn van de commissie speelde een groot onderzoek naar aanleiding van de beschuldiging van corruptie tegen diverse commissieleden en met name de Franse commissaris Édith Cresson. Na een rapport over corruptie uit januari 1999, kwam in de nacht van 15 op 16 maart een ontslagaanvraag van de commissie-Santer. Het mandaat van de commissie-Santer liep tot in januari 2000 en de opvolging zou vanaf juni 1999 gekozen worden en in december van dat jaar voorgedragen worden door de lidstaten. 
De commissie-Santer was aangetreden onder de regelgeving van het Verdrag van Maastricht en een complicatie was dat wijzigingen voor aanwijzing van de commissie uit het Verdrag van Amsterdam uit 1997 nog niet door alle lidstaten geratificeerd waren. De EU-regelgeving kende geen vervanging van een gehele commissie anders dan dat deze weggestemd was door het Europees Parlement. Wel kende de regelgeving dat van vertrekkende commissarissen verwacht werd dat ze hun post blijven waarnemen tot er opvolging gekozen was. De verkenning voor de nieuwe commissie werd versneld en rond de Europese Parlementsverkiezingen 1999 was duidelijk dat een nieuwe commissie gevormd zou worden door Romano Prodi. 
Op 9 juli werd besloten tot het directe vertrek van Martin Bangemann omdat hij een andere baan geaccepteerd had en per 19 juli van voorzitter Jacques Santer en Emma Bonino omdat zij beiden in het Europees Parlement gekozen waren. De Spanjaard Manuel Marín, die eerste vicevoorzitter was, nam tot de instelling van de commissie-Prodi, per 16 september 1999, het voorzitterschap waar. In de andere vacatures binnen de commissie werd niet meer voorzien en hun portefeuilles werden herverdeeld onder andere leden.

## Leden
| Naam                    | Portefeuille | Lidstaat            | Opmerking                                       |
| ----------------------- | --- | ------------------- | ----------------------------------------------- |
| Jacques Santer          | Voorzitter | Luxemburg           | tot 19 juli 1999                                |
| Leon Brittan            | Buitenlandse economische zaken en handelsbeleid | Verenigd Koninkrijk |                                                 |
| Manuel Marín            | Ontwikkelingssamenwerking, economische buitenlandse betrekkingen met het Middellandse Zeegebied, Latijns-Amerika, Azië en de ACS-landen en humanitaire hulp                  | Spanje              | tevens waarnemend voorzitter vanaf 19 juli 1999 |
| Martin Bangemann        | Industrie en informatie- en telecommunicatietechnologie | Duitsland           | tot 9 juli 1999                                 |
| Ritt Bjerregaard        | Milieu, nucleaire veiligheid, Ccnsumentenbeleid | Denemarken          |                                                 |
| Emma Bonino             | Visserij, consumentenbeleid, Bureau voor humanitaire hulp van de Europese Gemeenschap                                                                                        | Italië              | tot 19 juli 1999                                |
| Hans van den Broek      | Buitenlandse politieke betrekkingen, gemeenschappelijk buitenlands en veiligheidsbeleid en onderhandelingen over de toetreding                                               | Nederland           |                                                 |
| Édith Cresson           | Wetenschappen, onderzoek en ontwikkeling, Gemeenschappelijk Centrum voor onderzoek, menselijke hulpbronnen, onderwijs, opleiding en jongeren                                 | Frankrijk           |                                                 |
| João de Deus Pinheiro   | Verantwoordelijk voor betrekkingen met het Europees Parlement en de lidstaten op het gebied van transparantie, communicatie en voorlichting en cultuur en audiovisuele zaken | Portugal            |                                                 |
| Franz Fischler          | Landbouw en plattelandsontwikkeling | Oostenrijk          |                                                 |
| Pádraig Flynn           | Sociale zaken en werkgelegenheid, vraagstukken in verband met immigratie en binnenlandse en justitiële aangelegenheden                                                       | Ierland             |                                                 |
| Anita Gradin            | Vraagstukken in verband met de immigratie en binnenlandse en justitiële aangelegenheden, betrekkingen met de ombudsman, financiële controle, fraudebestrijding               | Zweden              |                                                 |
| Neil Kinnock            | Vervoer | Verenigd Koninkrijk |                                                 |
| Erkki Liikanen          | Begroting, personeelszaken en algemeen beheer, vertaling en informatica | Finland             |                                                 |
| Karel Van Miert         | Mededingingsbeleid | België              |                                                 |
| Mario Monti             | Interne markt, financiële diensten en financiële integratie, douane, belastingen                                                                                             | Italië              |                                                 |
| Marcelino Oreja         | Energie, het Voorzieningsagentschap van Euratom en vervoer | Spanje              |                                                 |
| Christos Papoutsis      | Energie en voorzieningsagentschap van Euratom, midden- en kleinbedrijf, toerisme                                                                                             | Griekenland         |                                                 |
| Yves Thibault de Silguy | Economische en financiële zaken, monetaire aangelegenheden, krediet en investeringen, Bureau voor de statistiek                                                              | Frankrijk           |                                                 |
| Monika Wulf-Mathies     | Regionaal beleid, betrekkingen met het Comité van de regio's, Cohesiefonds                                                                                                   | Duitsland           |                                                 |